# Marie Pieris
Marie Pieris, död 1576, var en fransk-skotsk hovfunktionär. Hon var hovdam åt Maria av Guise 1538-1539, och åt Maria Stuart 1561-1567. 
Hon var dotter till René Pierres, Seigneur du Plessis-Baudouin och Antoinette d'Hommes. Hon var hovdam (hovfröken) åt Maria av Guise 1538-1539. Hon gifte sig 1539 med George Seton, 6th Lord Seton (d. 1549). Hon blev mor till Mary Seton. År 1543 varnade hon Maria av Guise om att regenten Arran planerade att kidnappa Guises dotter monarken. Detta ledde till en fejd mellan ätterna Seton och Hamilton.
Hon gifte om sig 1554 med Philippe Pierre de Cluys, Seigneur de Briantes (d. 1558). Hon var hovdam åt Maria Stuart 1561-1567.  Hon närvarade vid födelsen av Jakob VI 1566. 
År 1570 greps hon sedan hon hade sänt ett brev till Maria Stuart i England, men frigavs sedan hon lovade att i fortsättningen avstå. Hon var bland Maria Stuarts anhängare på Edinburgh Castle då det belägrades av engelska armén och den skotske regenten Morton under det marianska inbördeskriget 1570-1573. 